# Valentine's Day (The Office)
"Valentine's Day" é o décimo sexto episódio da segunda temporada da série de televisão estadunidense The Office, o vigésimo segundo no geral. Escrito por Michael Schur e dirigido por Greg Daniels, foi ao ar pela primeira vez em 9 de fevereiro de 2006 nos Estados Unidos, pela NBC. Conta com a participação especial de Craig Anton, Andy Buckley, Charles Esten e Conan O'Brien.
A série retrata a vida cotidiana dos funcionários na filial da empresa de papel Dunder Mifflin em Scranton. Nesse episódio, Michael Scott (Steve Carell) viaja para uma reunião na sede em Nova Iorque, mas descuidadamente conta a todos sobre sua relação com Jan Levinson (Melora Hardin). No escritório, Pam Beesly (Jenna Fischer) fica irritada por não ganhar nada no Dia dos Namorados, enquanto Phyllis Lapin (Phyllis Smith) recebe muitos presentes.
Muitas das cenas foram improvisadas, incluindo a fala de Dwight Schrute (Rainn Wilson) sugerindo presentear Angela Martin (Angela Kinsey) com presunto e as brincadeiras de Michael em Nova Iorque. "Valentine's Day" recebeu avaliações positivas dos críticos de televisão e foi assistido por 8,95 milhões de espectadores.

## Sinopse
No Dia dos Namorados, Jan Levinson convoca os gerentes regionais para uma reunião na sede em Nova Iorque com o novo diretor financeiro (CFO) David Wallace. Durante uma conversa com os demais, Michael Scott defende a chefe e deixa escapar que ambos saíram juntos. No encontro com Wallace, ele exibe um vídeo motivacional sobre sua equipe chamado "Os rostos de Scranton" antes de entregar os dados da situação financeira, conforme esperado. Craig, de Albany, está completamente despreparado e tenta reverter a situação insinuando que Jan está dando tratamento preferencial a Michael por causa do encontro deles. No escritório, Angela Martin surpreende Dwight Schrute com um boneco com seu rosto, deixando-o feliz. Sem saber como presenteá-la, ele consulta Pam Beesly, que o aconselha a escolher algo baseado no valor sentimental.
Jim Halpert está solteiro e planeja passar a noite jogando pôquer com os amigos. Ele é forçado a ouvir Kelly Kapoor falando sobre seu encontro com Ryan Howard na noite anterior. Já ele se arrepende, por Kelly querer um relacionamento sério. Jim tenta persuadi-la a esquecê-lo, mas não consegue. Phyllis Lapin é inundada com presentes de seu namorado Bob Vance, enquanto Pam fica irritada com seu noivo Roy Anderson, que não comprou nada. Dwight dá a Angela uma cópia da chave de sua casa. No fim, após a revelação na sede, Jan está convencida de que sua carreira acabou. Michael afirma ao CFO que foi uma piada de mau gosto e que ela é inocente de qualquer comportamento antiético. Quando ele sai, Jan o beija no elevador, mas lamenta ao perceber que foi flagrada pela câmera.

## Produção

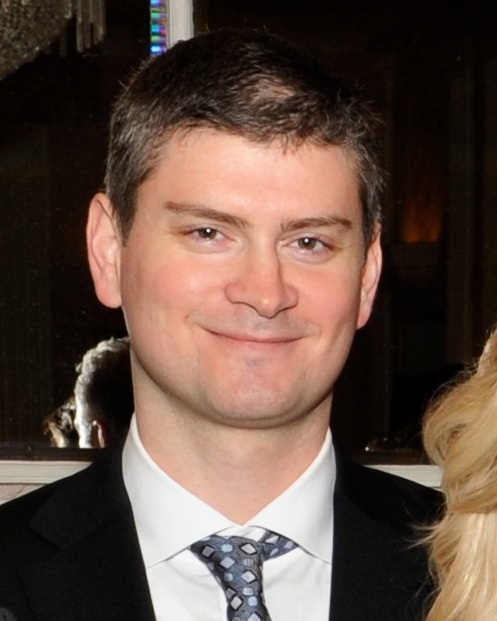
Michael Schur escreveu o enredo

Esse episódio foi o quarto dirigido pelo criador da série Greg Daniels. Ele já havia trabalhado nessa função em "Basketball" da primeira temporada, além de "The Dundies" e "The Client". "Valentine's Day" foi escrito por Michael Schur, que interpreta Mose, o primo de Dwight.
O roteiro foi deliberadamente escrito para ir contra as expectativas do espectador de que um episódio do Dia dos Namorados necessariamente incluiria uma trama sobre Jim e Pam e inclui uma série de cenas onde ambos aparecem sem interagir. O rascunho inicial de fato terminava com ele roubando um poema de Dwight para Angela e entregando para Pam, aliviando seu humor depois do dia decepcionante. No entanto, esse trecho foi cortado porque os escritores decidiram enfatizar que Jim está deixando sua paixão para trás e começando a aproveitar uma vida independente.
Pela primeira vez em The Office, o cabelo de Pam (Jenna Fischer) está em um estilo diferente. Vários penteados foram mostrados a Daniels antes que o usado fosse selecionado. A fala de Dwight sobre presentar com presunto foi adicionada de última hora. Os escritores não tinham uma piada para o momento, então sugeriram várias alternativas, incluindo presunto e um aparelho de som. Schur escreveu o trecho em que Michael confunde uma mulher com Tina Fey, baseado em sua experiência enquanto trabalhava no Saturday Night Live, quando várias mulheres com óculos que passavam pelo Rockefeller Center eram confundidas com a atriz. No entanto, a maioria das cenas de rua na cidade de Nova Iorque foram improvisadas. Elas tiveram que ser curtas porque multidões rapidamente se formaram ao redor de Steve Carell quando era reconhecido. Conan O'Brien realizou uma participação especial no episódio. Anteriormente, ele trabalhou com Daniels na equipe de roteiristas de Not Necessarily the News, Saturday Night Live e The Simpsons, os dois também estudaram juntos na Universidade de Harvard. Apesar da brevidade, sua aparição foi regravada quinze vezes devido às dificuldades em acertar o tempo e à frequência com que os transeuntes interromperam o comediante.
O vídeo "Os rostos de Scranton" ("The Faces of Scranton" no original) de Michael foi criado para usar "With or Without You" como música de fundo. Depois que os escritores descobriram que os direitos de uso eram extremamente caros, eles procuraram uma série de canções alternativas, mas não conseguiram determinar nenhuma que fosse engraçada para o momento. Eles ficaram surpresos quando o estúdio aprovou a despesa. Michael ter as informações financeiras da filial não fazia parte originalmente do episódio, mas esse curto trecho foi adicionado porque os produtores do programa acharam que não era plausível que ele não fosse demitido se apresentasse apenas um vídeo inapropriado aos seus superiores.
O DVD da segunda temporada contém várias cenas deletadas deste episódio, incluindo Creed chamando Oscar de "ace" (uma gíria para assexual), os funcionários da Vance Refrigeration brigando, Jim descobrindo que Dwight tem uma namorada, Kevin descobrindo que sua noiva retornou à cidade, Michael distribuindo rosas de plástico para as funcionárias, se perguntando por que seu encontro com Jan é no Dia dos Namorados, escolhendo a parte mais atraente de uma mulher e encontrando o ex-funcionário Devon em Nova Iorque.